# Périclès Pantazis

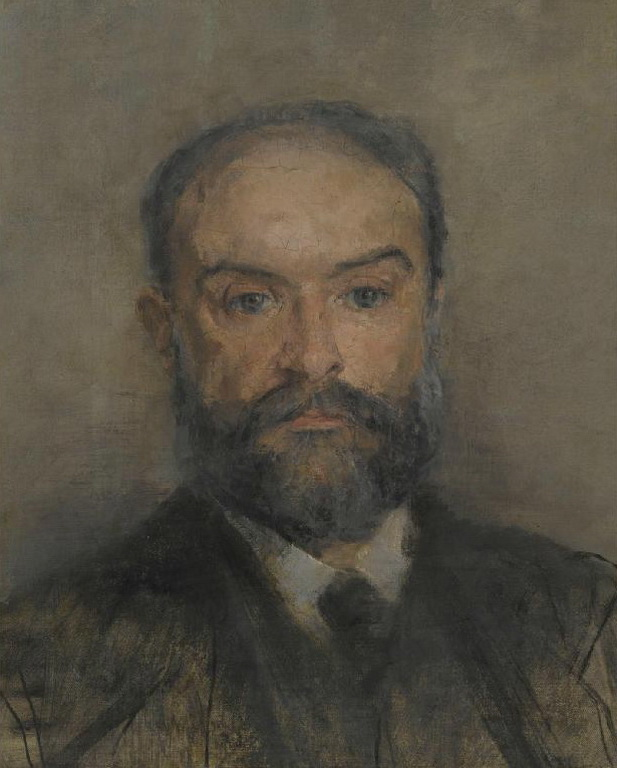
Zelfportret, rond 1884

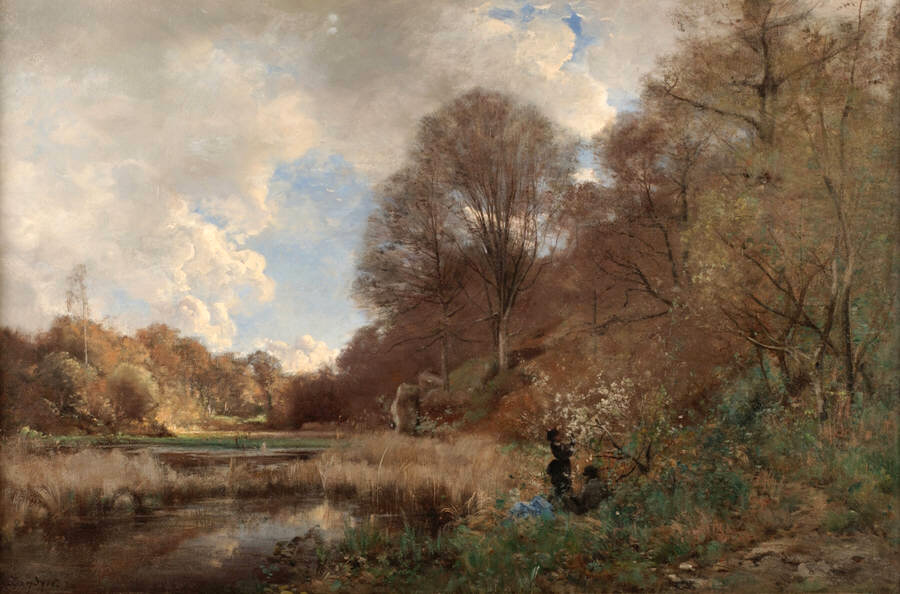
Zomerse dag bij de rivier, 1880

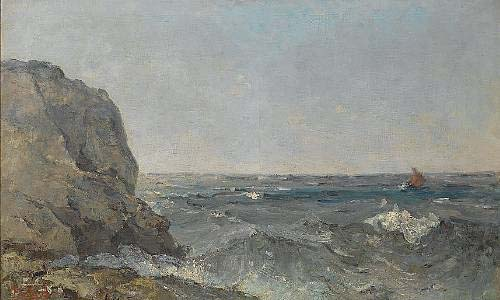
Mediterrane hoek

Périclès Pantazis (Grieks: Περικλής Πανταζής) (Athene, 15 maart 1849 – Brussel, 25 januari 1884) was een Grieks schilder.
Zijn eerste kunstopleiding genoot hij aan de kunstschool van zijn geboortestad. Het was echter in Parijs dat hij het impressionisme leerde kennen. Het was de Barbizon-schilder Antoine Chintreuil die hem daar Gustave Courbet en Eugène Boudin leerde "lezen".
Hij was 26, toen hij zich te Brussel kwam vestigen en aanvankelijk onder de invloed kwam van Louis Dubois, van Edouard Agneessens en van Hippolyte Boulenger. Hij werd er bevriend met Guillaume Vogels, in wiens decoratiebedrijf Peinture et Décoration hij een jaar lang meewerkte. Op aandringen van Pantazis, begon Vogels, eerder op latere leeftijd, aan zijn kunstenaarsloopbaan.
In 1876 trad Pantazis, samen met Vogels, toe tot de Brusselse kunstenaarskring La Chrysalide. Andere medestichters waren onder anderen: Louis Dubois, Alfred Verwee, Théodore Baron, Constantin Meunier, Louis Artan en Félicien Rops. Later werden de Chrysalide-kunstenaars opgenomen in de nieuwe groep L'Essor.
In 1883 behoorde Pantazis, weer met Guillaume Vogels, tot de medestichters van de nieuwe groep Les XX, onder impuls van de Brusselse jurist Octave Maus. Het werd "le groupement artistique le plus avançé du monde", waarbij ook onder anderen James Ensor, Willy Finch, Willy Schlobach, Fernand Khnopff, Theo Van Rysselberghe, Theodoor Verstraete en Rodolphe Wytsman hoorden. Allen voelden ze zich vrije gepassioneerde kunstenaars, die hun eigen avontuur wilden beleven in hun beeldende kunst. Zonder een "school" te vormen, zonder enig manifest of pamflet of enige gezamenlijk bindende verklaring wilden ze zich afzetten, als progressisten, tegen het toen heersende, als conservatief ervaren academisme. Al debatteerden ze ongeveer onophoudelijk, toch was hun beweging minder spectaculair dan die van hun "geloofsgenoten" uit het Parijse impressionisme, 10 jaar eerder.
Pantazis werkte vaak aan zee en vooral in de duinen van Nieuwpoort werkte hij graag zijn geraffineerde coloriet uit. Het Zoniënwoud van Brussel en de omgeving van Anseremme behoorden ook tot zijn uitverkoren terrein. Meerdere keren trok hij naar het zuiden van Frankrijk.
Hij was nauwelijks 35, toen hij op 25 januari 1884 te Brussel stierf aan tuberculose.

## Musea
- Antwerpen, Kon. Museum voor Schone Kunsten
- Athene, Pinakotheek
- Brussel, Kon. Musea voor Schone Kunsten van België
- Brussel, Museum David en Alice Van buruen
- Brussel, Horta Museum
- Brussel, Charlier Museum
- Brussel, Gemeente Sint-Gillis
- Gent, Museum voor Schone Kunsten
- Metsovo, Pinakotheek E. Averoff
- Oostende, KaZ
- Sint-Niklaas, Stedelijk Museum